# В'язка течія гірської породи
В'язка течія гірської породи (рос.вязкое течение горной породы, англ. viscous flow of rock; нім. zähflüssiger Gesteinsstrom m) – наростання залишкової деформації породи, поведінка якої під час навантаження аналогічна поведінці переохолоджених рідин. 